# Þingeyjarsveit
Þingeyjarsveit är en kommun belägen i norra Island. 
Kommunen är sammansatt av tidigare kommuner som Ljósvatnshreppur, Bárðdælahreppur, Hálshreppur, Reykdælahreppur och Skútustaðahreppur.

## Bilder

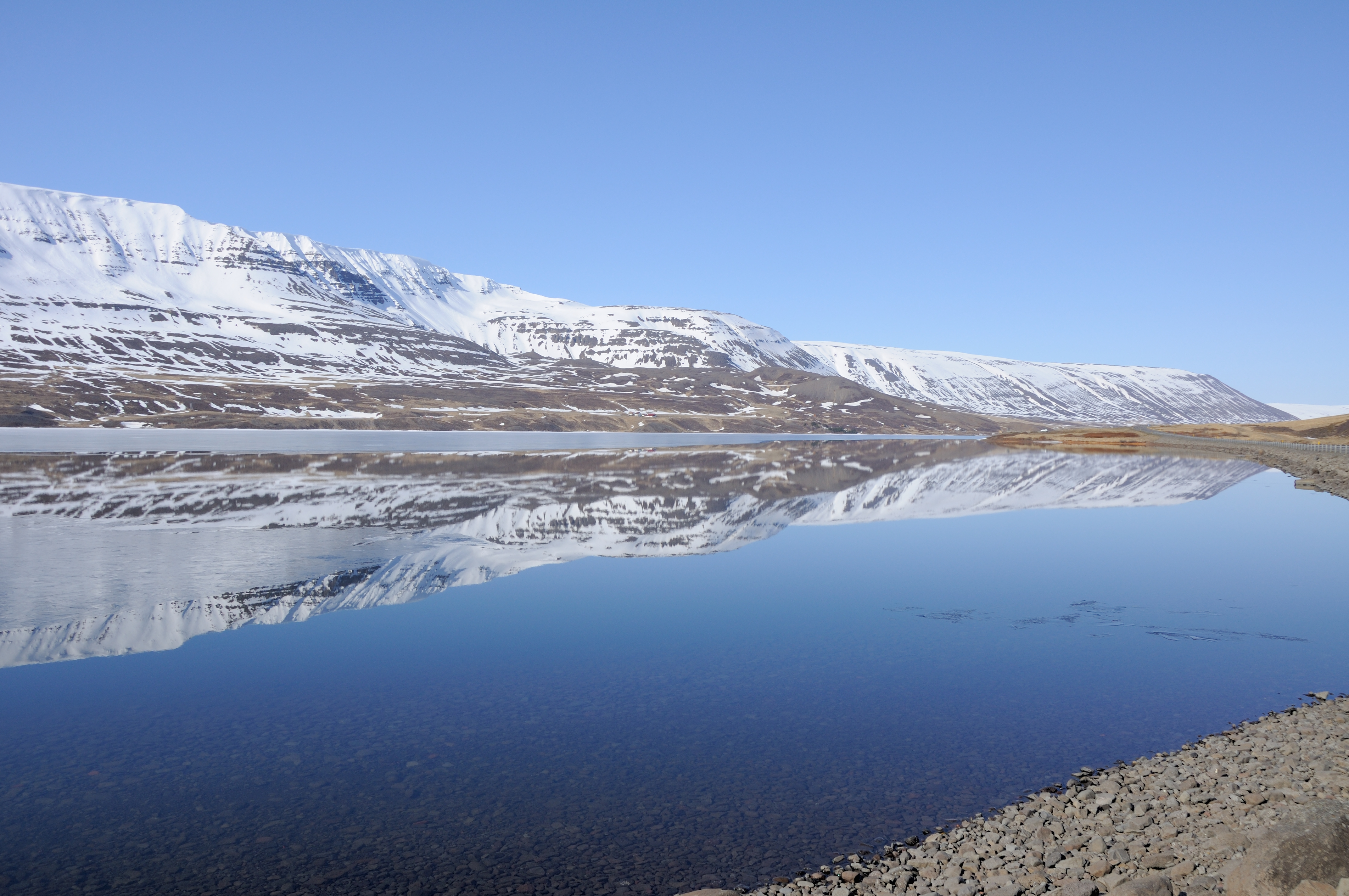
Ljósavatn
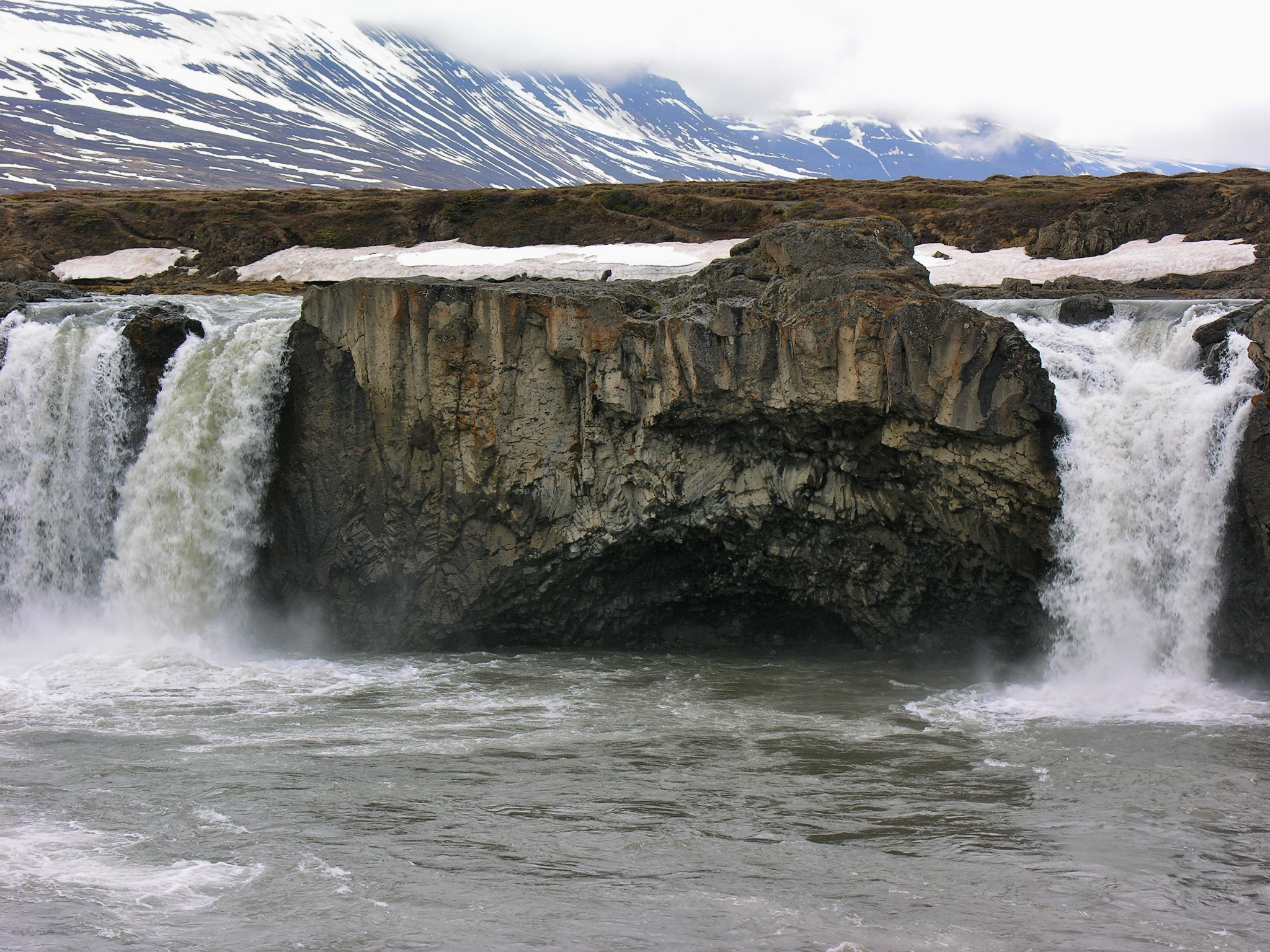
Goðafoss
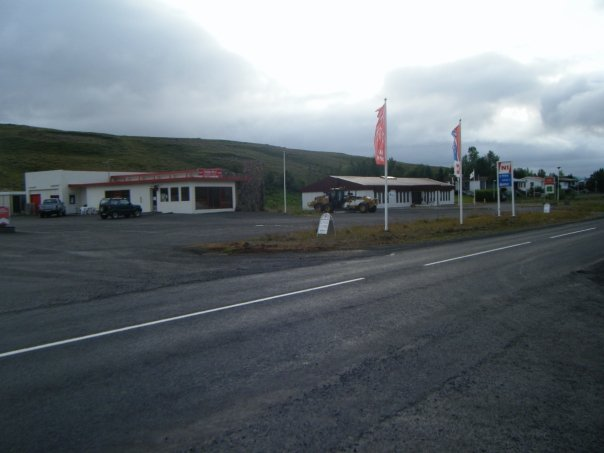
Laugar (Þingeyjarsveit)